# Alafia scandens
Alafia scandens là một loài thực vật có hoa trong họ La bố ma. Loài này được (Thonn.) De Wild. mô tả khoa học đầu tiên năm 1903.